# Liste d'œuvres inspirées par le mythe de Faust
 (avril 2024).
La mise en forme du texte ne suit pas les recommandations de Wikipédia : il faut le « wikifier ».
Les points d'amélioration suivants sont les cas les plus fréquents. Le détail des points à revoir est peut-être précisé sur la page de discussion.
- Les titres sont pré-formatés par le logiciel. Ils ne sont ni en capitales, ni en gras.
- Le texte ne doit pas être écrit en capitales (les noms de famille non plus), ni en gras, ni en italique, ni en « petit »…
- Le gras n'est utilisé que pour surligner le titre de l'article dans l'introduction, une seule fois.
- L'italique est rarement utilisé : mots en langue étrangère, titres d'œuvres, noms de bateaux, etc.
- Les citations ne sont pas en italique mais en corps de texte normal. Elles sont entourées par des guillemets français : « et ».
- Les listes à puces sont à éviter, des paragraphes rédigés étant largement préférés. Les tableaux sont à réserver à la présentation de données structurées (résultats, etc.).
- Les appels de note de bas de page (petits chiffres en exposant, introduits par l'outil «  Source ») sont à placer entre la fin de phrase et le point final[comme ça].
- Les liens internes (vers d'autres articles de Wikipédia) sont à choisir avec parcimonie. Créez des liens vers des articles approfondissant le sujet. Les termes génériques sans rapport avec le sujet sont à éviter, ainsi que les répétitions de liens vers un même terme.
- Les liens externes sont à placer uniquement dans une section « Liens externes », à la fin de l'article. Ces liens sont à choisir avec parcimonie suivant les règles définies. Si un lien sert de source à l'article, son insertion dans le texte est à faire par les notes de bas de page.
- La présentation des références doit suivre les conventions bibliographiques. Il est recommandé d'utiliser les modèles {{Ouvrage}}, {{Chapitre}}, {{Article}}, {{Lien web}} et/ou {{Bibliographie}}. Le mode d'édition visuel peut mettre en forme automatiquement les références.
- Insérer une infobox (cadre d'informations à droite) n'est pas obligatoire pour parachever la mise en page.

Pour une aide détaillée, merci de consulter Aide:Wikification.
Si vous pensez que ces points ont été résolus, vous pouvez retirer ce bandeau et améliorer la mise en forme d'un autre article.
 (décembre 2018).
Si vous disposez d'ouvrages ou d'articles de référence ou si vous connaissez des sites web de qualité traitant du thème abordé ici, merci de compléter l'article en donnant les références utiles à sa vérifiabilité et en les liant à la section « Notes et références ».
La liste d'œuvres inspirées par le mythe de Faust ci-après donne, par discipline artistique et dans l'ordre chronologique, le titre d'œuvres ou d'ouvrages dont les auteurs ont utilisé le personnage de Faust ou sa légende.

## Littérature
- L'ouvrage original est anonyme et s'intitule Historia von D. Johann Fausten. C'est l'œuvre de référence pour connaître le récit mythologique originel. Il date de 1587 et connaît des éditions anglaises (1587-1589), danoise (1588), hollandaises (1591-1592), française (1598), tchèque (1611).
- La Tragique Histoire du docteur Faust de Christopher Marlowe (1594) dont le libellé complet est La Tragique Histoire du docteur Faust, le fameux magicien et maître de l’art ténébreux; comme il se vendit au diable pour un temps marqué, quelles furent, pendant ce temps-là, les étranges aventures dont il fut témoin ou qu’il réalisa et pratiqua lui-même, jusqu’à ce qu’enfin il reçut sa récompense bien méritée. Recueillie surtout de ses propres écrits qu’il a laissés comme un terrible exemple et une utile leçon à tous les hommes arrogants, insolents et athées.
- Une version par Johann-Nicolaus Pfitzer (1674)
- Faust und sieben Geister par Gotthold Ephraim Lessing (1759)
- Faust, ein Fragment de Johann Wolfgang von Goethe (1790)
- Deux versions par Friedrich Maximilian Klinger (1791 puis 1797)
- Faust, eine Tragödie in einem Akt, ein Versuch par Adalbert von Chamisso (1804)
- Les Faust de Johann Wolfgang von Goethe (1749 - 1832)[1].

### Traductions duFaustde Goethe
- Faust I - Gérard de Nerval (1828)
- Faust I et II - en vers, de Henri Lichtenberger
- Faust I et II - en vers, de P. Bregeault de Chastenay (1949)
- Faust I et II - en vers, de Jean Malaplate (1984)
- Faust I - en vers, de Jean Amsler (1994)

### Œuvres contemporaines ou postérieures à celle de Goethe
- Novaja Scena meždu Faustem i Mefistofelem d'Alexandre Pouchkine (1825)
- Don Juan und Faust, eine Tragödie par Christian Dietrich Grabbe (1829)
- Faust, ein Gedicht de Nikolaus Lenau (1836)
- Der Doktor Faustus, ein Tanzpoem de Heinrich Heine (1851)
- Faust, Rasskaz v devjati pismach d'Ivan Tourgueniev (1856)
- Le Portrait de Dorian Gray d'Oscar Wilde peut être lu comme une transposition du mythe faustien dans le domaine de l'art (1891)
- Gestes et opinions du docteur Faustroll, pataphysicien d'Alfred Jarry (1911)
- La Mort du docteur Faust de Michel de Ghelderode (1925)
- La Légende du Docteur Faust de Pierre Saintyves (1926)
- Jazz de Marcel Pagnol (1926)
- Marguerite de la nuit de Pierre Mac Orlan
- Mon Faust de Paul Valéry (1945-1946)
- Faust au village de Jean Giono (1977)
- Faust de Fernando Pessoa
- Doktor Faustus de Thomas Mann (1947-1950)
- L'homme de soixante ans de Franz Hellens (1951)
- Le Maître et Marguerite de Mikhaïl Boulgakov
- Votre Faust de Michel Butor (1962)
- Jack Faust de Michael Swanwick (roman de science-fiction)
- Eric, Faust de Terry Pratchett
- Un Faust de Jean Louvet (1984)
- Faust is Dead (Faust est mort) de Mark Ravenhill (1996)
- Hector Berlioz : La Damnation de Faust de Serge Chamchinov (2010)
- Faust et l'homme ordinaire pièce de théâtre de la Compagnie Jolie Môme (2012)
- Angelus Novus AntiFaust de Sylvain Creuzevault (2016)
- L'Ange de feu de Valeri Brioussov (1907)

### Littérature pour la jeunesse
- Le secret d'Endymion Spring de Matthew Skelton (2006) : l'histoire se déroule en deux lieux et deux temps différents ; au milieu du XVe siècle, Endymion Spring, l'apprenti de Gutenberg, découvre le secret de Johannes Faust, ami du célèbre imprimeur ; à notre époque, à Oxford, Blacke et sa petite sœur Buck sont à la recherche d'un livre perdu intitulé « ENDYMION SPRING » détenant de grands secrets, tandis que leur mère poursuit ses études dans le St.Jérome's College d'Oxford.

## Philosophie
Chez Kierkegaard :
- Faust se trouve régulièrement être une source importante d'inspiration pour Kierkegaard, alors que ce dernier distingue, parmi trois stades importants dans la vie d'un homme, celui de l'Esthétique. Le stade Esthétique, lui-même caractérisé par trois états, est alors notamment désigné par le doute à travers la légende de Faust[2].

## Musique

### Musique classique

#### Musique lyrique
Faust a été adapté de très nombreuses fois à l'opéra par nombre de compositeurs (Gounod, Berlioz, Arrigo Boito, Busoni...) notamment dans les pays germaniques, dont beaucoup inspirées par l'adaptation théâtrale de Johann Wolfgang von Goethe, publiée entre 1808 et 1832.  
L'opéra le plus populaire et le plus représenté est sans conteste le Faust de Charles Gounod, créé en 1859. Mais de nombreux compositeurs ont également senti le potentiel dramatique et musical de l'histoire dès l'apparition des premières sources littéraires dues à Johann Spies  et Christopher Marlowe vers la fin du XVIe siècle.
Parmi ces opéras, drames et pièces lyriques, peuvent être cités : 
- Harlequin Faustus, pantomime créée à Londres vers 1715 ;
- The Necromancer, or Harlequin Dr Faustus, pantomime de John Ernest Gaillard (Londres, 1732) ;
- Dr Fausts Zaubergurtel de Phanty (Vienne, 1790) ;
- Harlequin and Faustus de Samuel Arnold (Londres, 1793) ;
- Faustus de C. Hanke, (Flushing, 1794) ;
- Doktor Faust de Ignatz Walter (Hanovre, 1797) ;
- Fausts Leben und Thaten de Josef Strauss (1815) ;
- Goethe's Faust d'Antoni Henryk Radziwiłł (Berlin, 1815- la première partie, Berlin, 1835- l'œuvre entière)
- Fausts Leben, Thaten und Hollenfahrt de Johann Georg Lickl (Vienne, 1815) ;
- Faust opéra en deux actes de Louis Spohr, en langue allemande d'après Friedrich Maximilian Klinger (Prague, 1816) ;
- Faust de Wenzel Miiller (Vienne, 1818) ;
- Faustus de Bishop (Vienne, 1827) ;
- Faust  de Beaucourt (Vienne, 1827) ;
- Huit scènes de Faust de Hector Berlioz (Paris, 1829). Réutilisées en 1846 dans La Damnation de Faust ;
- Fausto de Louise-Angélique Bertin (Paris, 1831) ;
- Faust de Lindpaintner d'après Goethe (Stuttgart, 1832) ;
- Faust de Pellaert (Bruxelles, 1834) ;
- Faust de Rietz d'après Goethe (Düsseldorf, 1834) ;
- Fausto de Gordigiano (Florence, 1837) ;
- II Fausto Arrivo de Raimondi (Naples, 1837) ;
- Robert le Diable, grand opéra en cinq actes de Giacomo Meyerbeer (Opéra de Paris, 1831) ;
- Faust et Marguerite de Henri Cohen (1846) ;
- La Damnation de Faust, légende lyrique de Hector Berlioz (Paris, 1846) ;
- Szenen aus Goethes Faust (Scènes d'après le « Faust » de Goethe), Robert Schumann (Leipzig, 1849) ;
- Faust, grand opéra romantique en trois actes de Louis Spohr (deuxième version, en langue italienne, 1852) ;
- Faust and Marguerite de Wilhelm Meyer-Lutz (Londres, 1855) ;
- Faust, opéra de Charles Gounod, livret de Michel Carré et Jules Barbier, créé le 19 mars 1859 au Théâtre-Lyrique (Paris) ;
- Mefistofele, opéra en un prologue et quatre actes de Arrigo Boito (La Scala, Milan, 1868) ;
- Le Petit Faust, opéra-bouffe en trois actes d'Hervé (Paris, 1869) ;
- Faust de Heinrich Zollner (Munich, 1887) ;
- Faust et Hélène, cantate pour mezzo-soprano, ténor, baryton, chœur et orchestre de Lili Boulanger (Paris, 1913) ;
- L'Histoire du soldat d’Igor Stravinsky (Lausanne, 1918) ;
- Faust en ménage, fantaisie lyrique en un acte de Claude Terrasse, livret de Albert Carré (Paris, 1924) ;
- Doktor Faust, opéra en six tableaux de Ferruccio Busoni, livret du compositeur d'après Spies (Dresde, 1925);
- Votre Faust, fantaisie variable genre opéra de Henri Pousseur en collaboration avec Michel Butor (Piccola Scala de Milan, 1969)
- Faust und Margarete, Opéra en 12 tableaux d'Alain Voirpy, Livret en langue allemande du compositeur d'après le 1er Faust de Goethe (1982)
- Historia von D. Johann Fausten, op. 239, opéra en trois actes et un épilogue d'Alfred Schnittke, livret de Joerg Morgener (Jurjen Koechel) d'après Johannes Spies (Hambourg, 1995). Réutilise la cantate Seid Nüchtern und Wachet, op.167, créée en 1983 ;
- Jazz n'Faust, opéra pour chœur (à voix égales ou trois voix mixtes), solistes et trio jazz, livret adapté librement du roman de Goethe par Frédéric Smektala Musique originale et arrangements de Pierre-Gérard VERNY (2002) ;
- Alma Sola, opéra numérique en forme ouverte d'Alain Bonardi, livret de Christine Zeppenfeld (Issy-les-Moulineaux, 2005)[3] ;
- Doctor Atomic, opéra de John Coolidge Adams, 2005 ;
- Faustus, the Last Night, opéra en une nuit et onze numéros de Pascal Dusapin d'après Marlowe (Staatsoper de Berlin, 2006) ;
- Faust, opéra de Philippe Fénelon, livret de Nikolaus Lenau (Capitole de Toulouse, 2007).

#### Musique symphonique
- Faust-Symphonie de Franz Liszt
- Ouverture pour le drame de Faust de Richard Wagner
- Fantaisie sur le thème de Faust ou Faust-Fantaisie pour violon et accompagnement d' orchestre ou de piano de Henryk Wieniawski
- Huitième Symphonie de Gustav Mahler
- Faust Overture de Emilie Mayer
- La damnation de Faust de Berlioz
- Aus Goethes Faust de Julius Röntgen
- L'Histoire du soldat d’Igor Stravinsky
- Scènes de Faust de Robert Schumann

#### Musique pour le piano
- Mephisto-Valse de Franz Liszt
- Sonate pour piano en si mineur de Liszt
- Sonate pour piano no 1 en ré mineur, op. 28, de Sergueï Rachmaninov

### Musique populaire
- Faust du premier CD du groupe Gorillaz
- Absynthe With Faust, chanson de Cradle of Filth tirée de l'album Nymphetamine sorti en 2004
- Faust de Paul Williams, cantate de la musique originale du film Phantom of the Paradise de Brian De Palma
- Albums Epica et The Black Halo du groupe heavy metal Kamelot
- Modern Faust de Freedom For King Kong
- Faust, groupe allemand de Krautrock
- Faustmusik par le Einstürzende Neubauten, pour la pièce de Werner Schwab
- Faust, une chanson du groupe de death metal grec Septic Flesh sorti en 2003 pour l'album Sumerian Daemons
- Faust, un album expérimental et atmosphérique du groupe britannique Current 93
- Fausta, un album expérimental de kikiilimikilii du Collectif Tralala
- Faust Arp, chanson de l'album In Rainbows du groupe anglais Radiohead
- Faust in exile, chanson de l'album Terra Incognito du groupe The Great Deceiver
- Küss Die Faust, chanson du groupe de rap allemand Aggro Berlin.
- Faustine, chanson du dernier album de Luke: D'autre part, album datant de 2009. Cette chanson met en scène un diable en train de tenter un Faust de sexe féminin : Faustine
- Dr Faustus, chanson de l'album A Time Never Come du groupe Secret Sphere
- Dr Faust, chanson du groupe de rock coréen Cherry Filter issue de l'album The Third Eye datant de 2003
- Faust, chanson d’Alain Souchon dans l’album C’est comme vous voulez (1985).

## Cinéma

### Avec le nom de Faust
- Faust et Marguerite, film de Georges Méliès (1897) ;
- Faust et Méphistophélès, film d'Alice Guy (1903) ;
- Faust est un film français d'Henri Andréani sorti en 1910
- Faust est un film français de Gérard Bourgeois sorti en 1922
- Faust, une légende allemande, film de Friedrich Wilhelm Murnau (1926) ;
- La leggenda di Faust, film de Carmine Gallone  (1950) ;
- Faust, film de Gustaf Gründgens (1960) ;
- La Leçon Faust, film de Jan Švankmajer  (1994) ;
- Faust (Faust: Love of the Damned) est un film américano-espagnol réalisé par Brian Yuzna sorti en 2001.
- Faust, film d'Alexandre Sokourov (2011)

### Films tirés du personnage de Faust
- L'Homme qui vendit son âme au diable de Pierre Caron (1921) ;
- La Beauté du diable de René Clair (1950) ;
- Marguerite de la nuit de Claude Autant-Lara (1955) ;
- Phantom of the Paradise de Brian De Palma (1974) ;
- Les Possédées du diable de Jesus Franco (1974) ;
- Star Wars de George Lucas (1977-2005) ;
- Angel Heart d'Alan Parker (1986) ;
- L'Associé du diable, film de Taylor Hackford  (1997) ;
- Endiablé de Harold Ramis  (2000) ;
- Doctor Faustus de Richard Burton et Nevill Coghill (1967) ;
- Ghost Rider de Mark Steven Johnson (2007) ;
- Sexy Devil d'Alan Smithee (2007) ;
- L'Imaginarium du docteur Parnassus de Terry Gilliam (2009) ;
- Crossroads de Walter Hill (1986)

## Danse
Le mythe de Faust, astrologue et alchimiste médiéval, a inspiré de nombreuses œuvres, dont quantité de ballets. Abordé en Angleterre au XVIIIe siècle sous forme de pantomimes, le thème est probablement inspiré du drame de Christopher Marlowe The Tragical History of Dr Faustus (1590). Mais c'est lors de la diffusion de l'œuvre de Goethe à travers l'Europe qu'explose littéralement la profilération de pièces inspirées du mythe, que le romantisme reconnaît pour sien.
- 1828 : Jean Coralli
- 1832 : Auguste Bournonville
- 1848 : Jules Perrot
- 1854 : Jules Perrot et Marius Petipa
- 1856 : Carlo Blasis
- 1867 : Marius Petipa
- 1925 : Michel Fokine (Prologue de Faust)
- 1934 : Frederick Ashton (Vision of Marguerite)
- 1945 : Serge Lifar
- 1945 : Roland Petit
- 1963 : Ruth Page (Mephistophela)
- 1964 : Maurice Béjart (La Damnation de Faust)
- 1975 : Maurice Béjart (Notre Faust)
- 1975 : George Balanchine (Walpurgisnacht)
- 1990 : François Verret (Docteur Faust)
- 2007 : Jean-Christophe Maillot (Faust), pour les ballets de Monte-Carlo

## Peinture
- Harmenszoon van Rijn Rembrandt, Faust, 1650 - 1652, Rijksmuseum, Amsterdam ;
- Eugène Delacroix, Faust et Méphistophélès, (1827) ainsi que de nombreuses illustrations[4], musée Delacroix ;
- Peter Cornelius, The Vision of the Rabenstein, (1811), dessin à l'encre, Städelsches Kunstinstitut, Francfort.
- Ary Scheffer, Faust et Marguerite, deux toiles en pendant, (1831), Musée de la vie romantique, Paris

## Livres d'artistes
- Serge Chamchinov, Goethes ‘Faust’ zwischen dem Weißen und Schwarzen[5],[6]

## Bande dessinée
- Le Diable du peintre de Fred (1987)
- Faust de David Vandermeulen et Ambre, d'après Johann Wolfgang von Goethe (2006)
- Shaman king de Hiroyuki Takei (Manga)
- Le Futuriste de Jules Stromboni et Olivier Cotte (2008)
- Soul Cartel (en) de Kim Yeong-ji (Manhwa)
- Le Jongleur du veau d'or, Bob et Bobette (intrigue tirée du mythe).
- Néo-Faust d'Osamu Tezuka (1988), troisième manga de l'auteur inspiré du mythe.
- Black Butler de Yana Toboso (manga), où un jeune noble dont la famille a été assassinée conclut un pacte avec un diable : le diable sera son majordome et l'aidera à se venger. Après quoi, le diable dévorera son âme. L'un de ces diables s'appelle Claude Faustus.

## Jeu vidéo
- The 7th Guest est une des (peut-être même la) première(s) référence(s) à Faust à travers le personnage principal nommé Stauf (anagramme de Faust).
- Faust : les 7 jeux de l'âme
- Faust est un personnage de la série de jeux de combat Guilty Gear.
- Dans le jeu Devil May Cry 4, les Fausts sont une sorte de Mephistopheles moins puissante.
- Dans la série Soul Calibur, Faust est le nom d'une épée appartenant au personnage dénommé Nightmare.
- Faust est également un Notorious Monster dans Final Fantasy XI.
- Faust est aussi une des treize seigneurs du chaos dans Adventure Quest Worlds.
- Dans Call of Duty: Black Ops, dans le niveau "Kino der Toten" le joueur évolue dans un cinéma nazi où il doit combattre des zombies, sur l'un des murs du cinéma, on peut voir une affiche du film Faust.
- Le jeu Knights Contract s'inspire librement du conte de Goethe, le méchant principal se dénommant Faust.
- L'extension "Heart of Stones" du jeu "The Witcher 3 : Wild Hunt" met en scène des personnages liés par un contrat diabolique semblable à celui conclu entre Faust et Mephistopheles.

### Sources
- (fr) Faust en musique par Alexandre Pham (2006)
- (en) Faust in Music, dissertation de Coit Roscoe Hoechst (1916) Pdf